# Гаррісбург (Орегон)
Гаррісбург (англ. Harrisburg) — місто (англ. city) в США, в окрузі Линн штату Орегон. Населення — 3652 особи (2020).

## Географія
Гаррісбург розташований за координатами 44°16′13″ пн. ш. 123°9′45″ зх. д. / 44.27028° пн. ш. 123.16250° зх. д. (44.270278, -123.162583).  За даними Бюро перепису населення США в 2010 році місто мало площу 3,75 км², з яких 3,62 км² — суходіл та 0,13 км² — водойми.

## Демографія
Згідно з переписом 2010 року, у місті мешкало 3567 осіб у 1238 домогосподарствах у складі 966 родин. Густота населення становила 950 осіб/км².  Було 1318 помешкань (351/км²).
Расовий склад населення:
| - 91,3 % — білих - 1,0 % — корінних американців - 0,5 % — чорних або афроамериканців - 0,3 % — азіатів - 0,1 % — вихідців з тихоокеанських островів - 3,2 % — осіб інших рас |

До двох чи більше рас належало 3,4 %. Частка іспаномовних становила 8,0 % від усіх жителів.
За віковим діапазоном населення розподілялося таким чином: 30,4 % — особи молодші 18 років, 61,0 % — особи у віці 18—64 років, 8,6 % — особи у віці 65 років та старші. Медіана віку мешканця становила 33,7 року. На 100 осіб жіночої статі у місті припадало 97,6 чоловіків;  на 100 жінок у віці від 18 років та старших — 92,4 чоловіків також старших 18 років.
Середній дохід на одне домашнє господарство  становив 55 746 доларів США (медіана — 48 125), а середній дохід на одну сім'ю — 64 574 долари (медіана — 51 898). Медіана доходів становила 41 919 доларів для чоловіків та 39 333 долари для жінок. За межею бідності перебувало 21,4 % осіб, у тому числі 36,2 % дітей у віці до 18 років та 8,6 % осіб у віці 65 років та старших.
Цивільне працевлаштоване населення становило 1614 особи. Основні галузі зайнятості: освіта, охорона здоров'я та соціальна допомога — 22,2 %, виробництво — 21,0 %, роздрібна торгівля — 16,7 %.